# Гонтарь, Виктор Петрович
Виктор Петро́вич Гонта́рь (1 мая 1905, Опарипсы, Ровенская область — 9 декабря 1987, Киев) — Заслуженный деятель искусств Украинской ССР, директор театров Русской драмы и Киевской оперы (с 1954 года), зять Никиты Сергеевича Хрущёва.

## Биография
Во время Великой Отечественной войны был в эвакуации в Средний Азии.
- Был директором театров: Русской драмы и Киевской оперы.
- С 6 по 22 октября 1963 года руководил советской делегацией артистов Киевского театра имени Шевченко во время гастрольной поездки по Кубе[3].

- Работал директором Киевской филармонии.

Скончался 9 декабря 1987 года. Похоронен в Киеве на Лукьяновском кладбище (участок № 9).

### Личная жизнь
- Жена: Юлия Никитична Хрущёва (1916—1981), дочь от первой жены Никиты Хрущёва Ефросиньи Писаревой (ум. 1919).

## Награды
- Орден Трудового Красного Знамени (24 ноября 1960 года) — отмечая выдающиеся заслуги в развитии советской литературы и искусства и в связи с декадой украинской литературы и искусства в гор. Москве[4].
- Орден «Знак Почёта» (30 июня 1951 года) — за выдающиеся заслуги в развитии украинского советского искусства и в связи с декадой украинского искусства и литературы в гор. Москве[5].
- Заслуженный деятель искусств Украинской ССР.